# Prefetture dell'Albania

Prefetture dell'Albania

Le prefetture dell'Albania (in albanese qark, -u, pl. qarqe, lett. "circondario") sono la suddivisione territoriale di primo livello del Paese e ammontano a 12; ciascuna di esse si suddivide a sua volta in comuni, pari nel loro complesso a 61.
Tra le prefetture e i comuni si frapponevano i distretti, definitivamente aboliti nel 2015.

## Governo
Le prefetture sono rette da un consiglio formato dai sindaci dei comuni che ne fanno parte; il consiglio elegge poi un presidente. Ai qark sono affidati dalla legge compiti amministrativi specifici nel campo della sanità, dell'istruzione, cultura pianificazione regionale, ambiente ed economia, in parte assumono anche compiti a loro delegati dai singoli comuni. Gli organi del qark svolgono infatti anche attività di supporto e coordinamento delle amministrazioni comunali.
Il governo nomina un prefetto (Prefekti i Qarkut) per ogni qark con compiti di controllo sul consiglio della prefettura e di esecuzione dei compiti riguardanti la regione non direttamente delegati al consiglio del qark. Il prefetto rappresenta quindi il braccio del governo nel governo locale.

### Storia
Le prefetture furono istituite nel 1995 dal governo guidato dal presidente Sali Berisha. L'intenzione di Berisha e del suo Partito Democratico d'Albania era quella di esercitare un controllo più stretto sulla politica locale in considerazione del fatto che, all'epoca, molti distretti erano retti dal partito d'opposizione (partito socialista). L'istituzione delle prefetture fu criticata, gli oppositori sostengono che il governo delle prefetture è poco democratico e troppo accentrato, nonostante le critiche anche il partito socialista, al governo dal 1997 al 2005 non ha mai preso in considerazione una riforma dei qark.
Fino alla riforma amministrativa del 2015 ciascuna di esse era ripartita in distretti, pari complessivamente a 36.

## Lista
| Mappa | Stemma | Prefettura   | Capoluogo    | Popolazione (2023) | Superficie (km²) |
| ----- | ------ | ------------ | ------------ | ------------------ | ---------------- |
|       |        | Alessio      | Alessio      | 114 181            | 1 620            |
|       |        | Argirocastro | Argirocastro | 53 314             | 2 884            |
|       |        | Berat        | Berat        | 111 431            | 1 798            |
|       |        | Coriza       | Coriza       | 192 925            | 3 711            |
|       |        | Dibër        | Peshkopi     | 106 380            | 2 586            |
|       |        | Durazzo      | Durazzo      | 289 797            | 766              |
|       |        | Elbasan      | Elbasan      | 252 719            | 3 199            |
|       |        | Fier         | Fier         | 271 672            | 1 890            |
|       |        | Kukës        | Kukës        | 71 498             | 2 374            |
|       |        | Scutari      | Scutari      | 189 164            | 3 562            |
|       |        | Tirana       | Tirana       | 925 268            | 1 652            |
|       |        | Valona       | Valona       | 183 436            | 2 706            |